# Necpaly
Necpaly (ungarisch Necpál) ist eine Gemeinde im Norden der Slowakei mit 1023 Einwohnern (Stand 31. Dezember 2024), die zum Okres Martin, einem Teil des Žilinský kraj gehört.

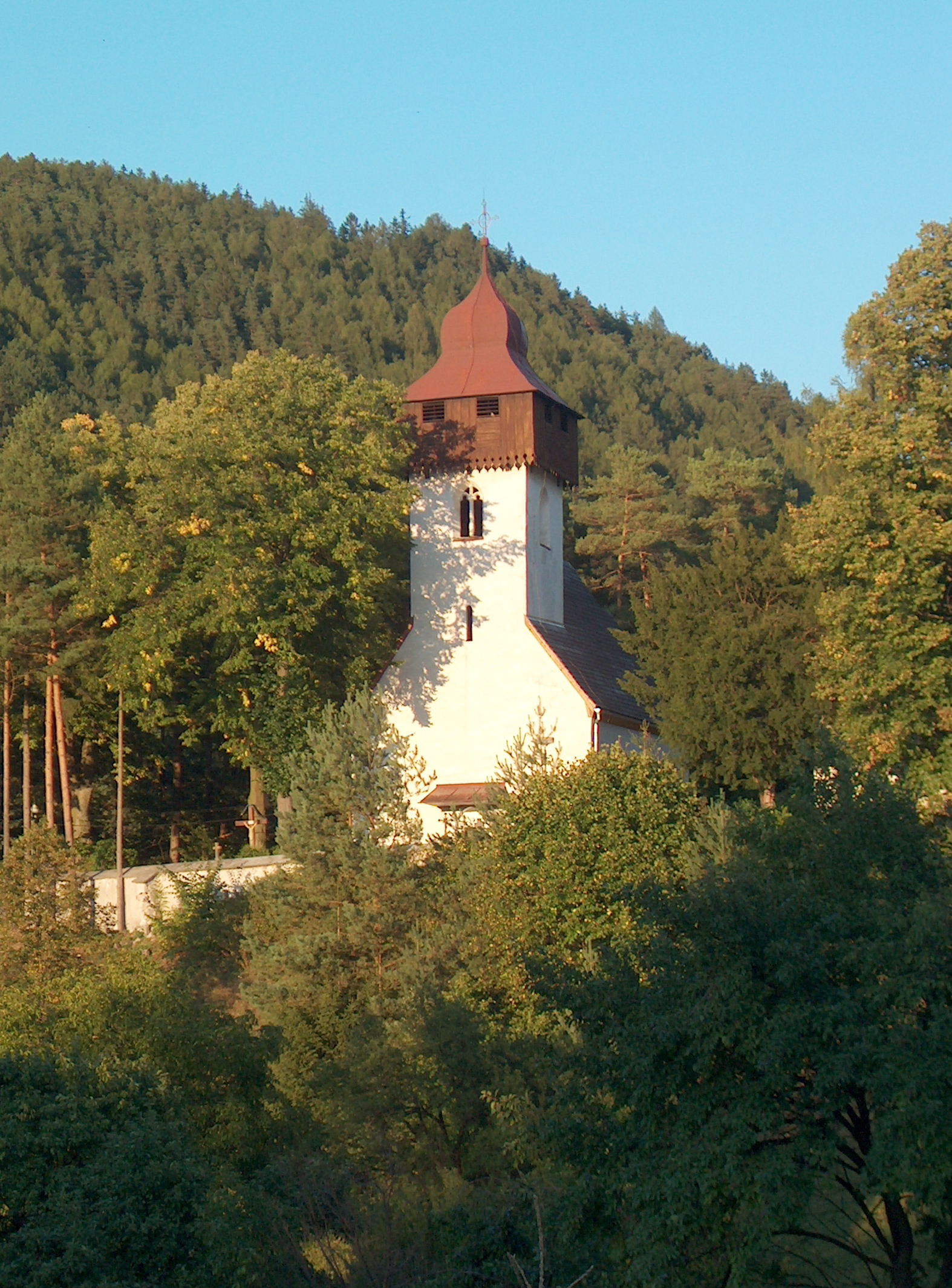
Kirche

## Geographie

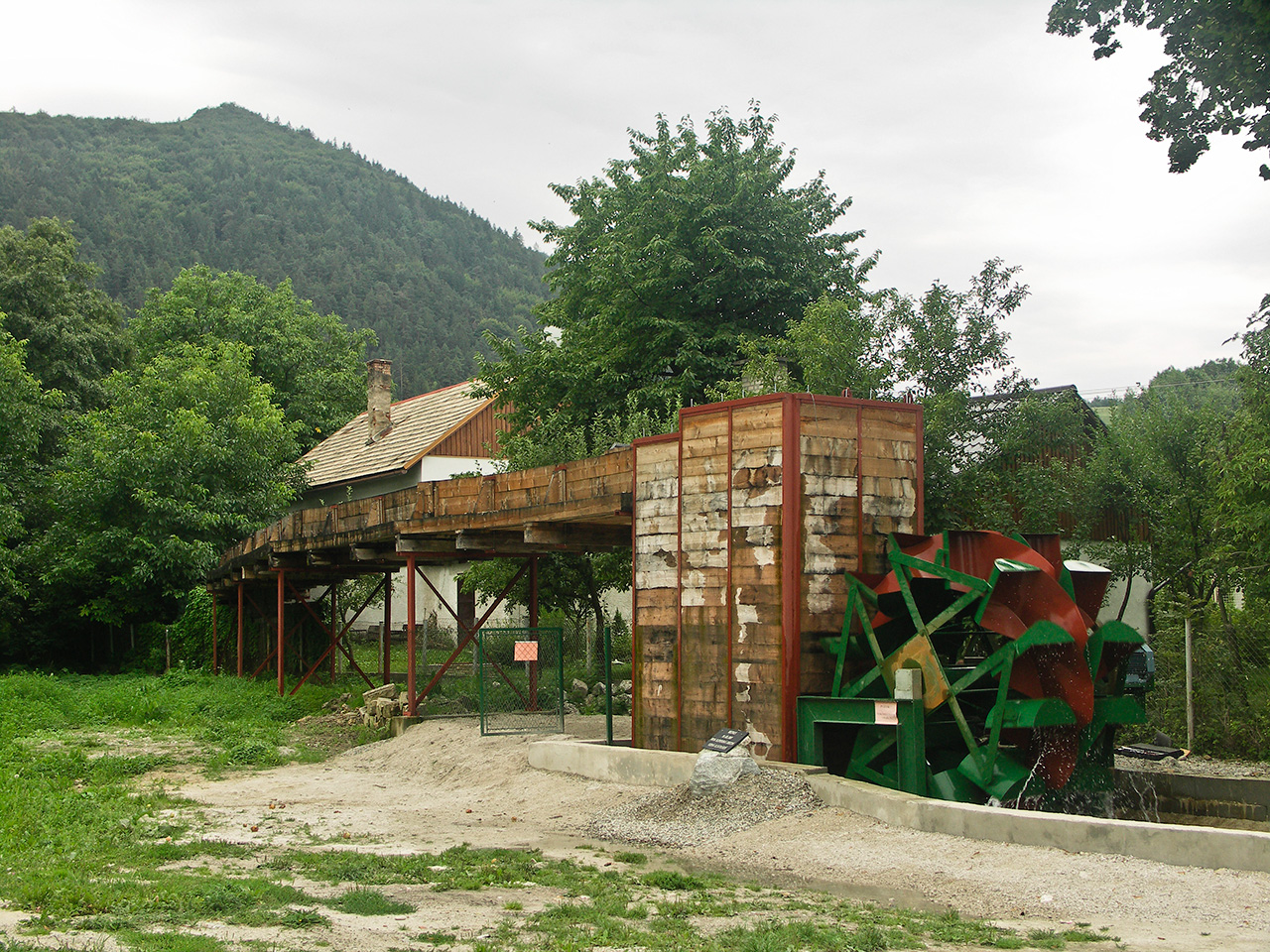
Wasserkraftwerk im Ort

Die Gemeinde befindet sich am Übergang vom Talkessel Turčianska kotlina in das Gebirge Große Fatra in der traditionellen Landschaft Turz (slowakisch Turiec). Aus dem Gebirge hinaus fließt durch den Ort der Bach Necpalský potok, dessen Tal namens Necpalská dolina auch touristisch durch einen Wanderweg gut erschlossen ist. Das Ortszentrum liegt auf einer Höhe von 515 m n.m. und ist 12 Kilometer südlich von Martin gelegen.

## Geschichte

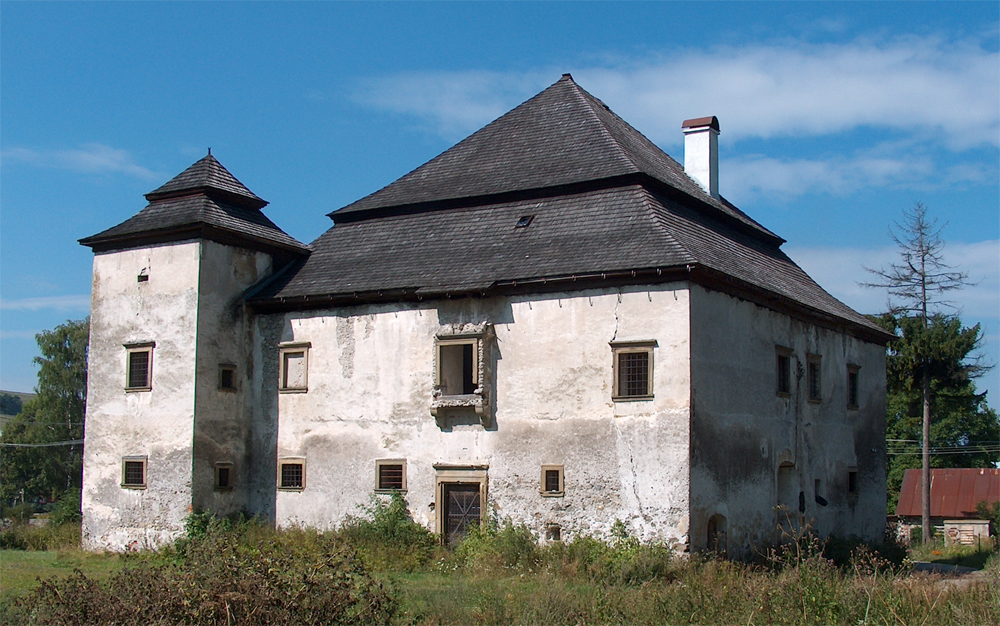
Renaissance-Landschloss des Geschlechts Justh

Der Ort wurde zum ersten Mal 1282 schriftlich erwähnt, nachdem bereits 1269 von einem gewissen Paulus de Nazpal die Rede war. Anfangs war das Dorf im Besitz des Geschlechts Neczpál, das jedoch 1479 nach der männlichen Linie ausstarb. Nach verschiedenen Streitereien erlangte das Geschlecht Justh das Dorf und hielt es bis zum 19. Jahrhundert. Den Adelsgeschlechtern in der Turz folgend nahmen die Einwohner während der Reformation den evangelischen Glauben an.

## Bevölkerung
| Jahr                | 1994 | 2004    | 2014    | 2024     |
| ------------------- | ---- | ------- | ------- | -------- |
| Anzahl der Personen | 798  | 826     | 888     | 1023     |
| Unterschied         |      | +3,50 % | +7,50 % | +15,20 % |

| Jahr                | 2023 | 2024    |
| ------------------- | ---- | ------- |
| Anzahl der Personen | 1019 | 1023    |
| Unterschied         |      | +0,39 % |

Ergebnisse nach der Volkszählung 2001 (820 Einwohner):
| Nach Ethnie: - 98,54 % Slowaken - 0,49 % Tschechen - 0,24 % Zigeuner - 0,12 % Deutsche | Nach Konfession: - 47,20 % evangelisch - 30,12 % römisch-katholisch - 18,41 % konfessionslos - 3,17 % keine Angabe |

## Sehenswürdigkeiten
- frühgotische römisch-katholische Ladislauskirche aus dem 13. Jahrhundert
- spätklassizistische evangelische Kirche von 1840
- Renaissance-Landschloss des Geschlechts Justh, 1673 fertiggestellt, in den letzten 100 Jahren unbewohnt
- sogenanntes Franklin-Landschloss, bis in die 1970er Jahre bewohnt, heute im Besitz von Matica slovenská

## Persönlichkeiten
- György Lahner (deutsch Georg Lahner), ungarischer General und einer der 13 Märtyrer von Arad
- Gyula Justh (1850–1917), ungarischer Politiker und Präsident des Abgeordnetenhauses